# Прокляття Штирії
«Прокляття Штирії» (англ. The Curse of Styria) — фільм жахів 2014 року, дебют режисерів Маурісіо Черновецкі і Марка Девендорфа. Фільм знятий за мотивами новели 1872 року «Камілла» Джозефа Шерідана Ле Фаню, що послужила основою для безлічі фільмів про вампірів-жінок. Теглайн: Любов вимагає жертв.
Вперше фільм був показаний 25 жовтня 2013 року в рамках кінофестивалю «Horrible Imaginings» в Сан-Дієго. 24 лютого 2014 року фільм був показаний на кінофестивалі «Sedona Film Festival». 21 серпня 2014 року фільм був показаний на кінофестивалі «Macabro Festival» в Мексиці.

## Історія створення
Зйомки проходили в угорських містах Асод, Будапешт і Турі (Schlossberger kastély) з 2011 по 2012 рік. В процесі зйомок, на офіційному сайті фільму ставали доступними окремі відеофрагменти, розміщені у вікнах на фотографії фасаду будинку.
З 14 вересня по 14 жовтня 2012 року через інтернет-сервіс «Кікстартер» були зібрані кошти на ліцензування музики в саундтреці (Joy Division, The Jesus and Mary Chain, The Cure, Swans, Siouxsie and the Banshees).
Спочатку фільм повинен був носити назву «Штирія» (Styria), але в 2013 році воно було змінено на «Прокляття Штирії» (The Curse of Styria).

## Сюжет
Дія фільму відбувається в 1989 році. Лару виключають зі школи, і її батько, доктор Хілл, змушений взяти дочку з собою в експедицію в країни за залізною завісою. Вони відправляються в зруйнований замок Карнштейн. Там вони знайомляться з молодою дівчиною Каміллою. Лара захоплена Каміллою, і разом вони бродять по руїнах замку і навколишніх лісах. Тим часом таємничі сили прокидаються в замку і долають його мешканців. Місцевий генерал хоче знищити замок, місце нечистої сили, і всіх, хто там знаходиться. Камілла пропонує Ларі порятунок, але для цього дівчина повинна пройти жахливе випробування.

## В ролях
| Актор             | Роль             |
| ----------------- | ---------------- |
| Стівен Рі         | доктор Хілл      |
| Елеонор Томлінсон | Лара             |
| Еріка Марожан     | міс Єва Пастор   |
| Юлія Петруха      | Камілла          |
| Кейті Сільверман  | Лара в дитинстві |
| Джулс Віллкокс    | мати             |
| Міклош Шекелі     | батько Єви       |
| Яцек Ленартович   | генерал Шпігель  |
| Герда Пікалі      | мати Лари        |

## Нагороди та номінації
- 2014 — премія «Dances With Films» в категорії «Industry Choice Award — Feature» (Маурісіо Черновецкі, Марк Девендорф, MCMD Films)

## Саундтрек
1. I'm Taking You Home (1:42)
2. Crossing the Border (3:56)
3. The Shower (1:07)
4. Dark Dreams (0:39)
5. No Police (3:07)
6. My Name Is Carmilla (4:05)
7. The Duty of the Patriarch (6:01)
8. The Olden Days (2:09)
9. In Styria We Are One! (5:26)
10. Grave of the Suicides (2:47)
11. Lost for Eternity (2:43)
12. Lara Discovers the Letter (1:34)
13. Symptoms of Mass Hysteria (4:20)
14. Butterflies (7:00)
15. Blackness Follows Her (3:03)
16. Lida's Burial (2:26)
17. The Beast, the Monster (7:55)
18. You Can Join Me (0:48)
19. Styria Becomes Her (6:47)